# بریتا اشتفن
بریتا اشتفن (به آلمانی: Britta Steffen) (زادهٔ ۱۶ نوامبر ۱۹۸۳) شناگر اهل آلمان است.